# Lucas Moripe Stadium
Das Lucas „Masterpieces“ Moripe Stadium ist ein Fußballstadion mit Leichtathletikanlage im Stadtteil Atteridgeville der südafrikanischen Hauptstadt Pretoria, Provinz Gauteng. Es wurde für 48 Mio. Rand renoviert und im Februar 2008 fertiggestellt. Die teilweise Heimspielstätte der Fußballclubs Supersport United und Mamelodi Sundowns hat 168 Mio. Rand gekostet und hat eine Kapazität von 28.900 Plätzen. Bis 2010 trug es den Namen Super Stadium. Seitdem ist es nach dem Fußballspieler Lucas Moripe (Spitzname: „Masterpieces“) benannt.
Das Stadion war auch Austragungsort von Testspielen und Trainingszentrum für Mannschaften des Konföderationen-Pokals 2009 und der Fußball-Weltmeisterschaft 2010.

## Internationale Spiele
- 10. Juni 2009:  Italien –  Neuseeland 4:3
- 12. Aug. 2009:  Südafrika –  Serbien 1:3